# Khuấy đảo Hollywood
Khuấy đảo Hollywood (tiếng Anh: Hollywood Adventures) là một bộ phim hài hành động của đạo diễn Tim Kendall ra mắt năm 2015, với sự tham gia của Triệu Vy, Huỳnh Hiểu Minh và Đồng Đại Vi. Phim công chiếu ngày 26 tháng 6 năm 2015, và tại Việt Nam ngày 3 tháng 7 năm 2015.

## Diễn viên
- Triệu Vy vai Vi Vi
- Huỳnh Hiểu Minh vai Hiểu Minh
- Đồng Đại Vi vai Đại Vi
- Sarah Yan Li trong vai Zhang Yan
- Sung Kang trong vai Manny
- Rhys Coiro trong vai Gary Buesheimer
- Simon Helberg trong vai Harver Millsap
- Missi Pyle với tư cách là Giám đốc casting
- Omar Dorsey với tư cách là Đặc vụ An ninh Nội địa
- Brian Thomas Smith trong vai Dougie
- Parvesh Cheena với tư cách là Trợ lý diễn xuất
- Bridgett Riley trong vai Bà Covington
- Stephen Tobolowsky trong vai Wronald Wright
- Robert Patrick trong vai Studio Guard
- Rick Fox trong vai bản thân
- Kat Dennings trong vai bản thân
- James Patrick Stuart trong vai Đặc vụ Fox
- Roger Fan trong vai Đặc vụ Li
- Tirese Gibson trong vai bản thân (Khách mời)
- Hardy Awadjie trong vai Cảnh sát

## Sản xuất
Phim có kinh phí sản xuất 30 triệu đô la Mỹ.